# Possum skalní
Possum skalní (Petropseudes dahli) je australský vačnatec z čeledi possumovití (Pseudocheiridae), jediný druh monotypického rodu Petropseudes.

## Systematika
Possum skalní náleží do čeledi possumovití (Pseudocheiridae), přičemž vědecky jej popsal Robert Collett roku 1895 pod původním jménem Pseudochirus dahli. Druh bývá řazen v rámci monotypického rodu Petropseudes, za jehož popisnou autoritu je pokládán Oldfield Thomas (1923). V různých systémech 20. století mohl Petropseudes vystupovat jako samostatný rod či podrod, některé jej však synonymizovaly s rodem Pseudochirops či Pseudocheirus. Na základě molekulárně-fylogenetických údajů je Petropseudes zřejmě vnořen v rámci Pseudochirops, tj. z hlediska zachování holofyletičnosti taxonů není vhodné klasifikovat Petropseudes na úrovni samostatného rodu.

## Výskyt
Possum skalní je severoaustralský endemit. Areál výskytu sahá ve směru západ–východ od regionu Kimberley v Západní Austrálii přes Severní teritorium až po Národní park Lawn Hill v severozápadním Queenslandu. Izolovaná populace žije na ostrově Groote Eylandt.

## Popis
Possum skalní měří 53–64 cm a dosahuje hmotností 1 280–2 000 g. Vyznačuje se zašpičatělou hlavou, krátkými končetinami s malými drápky, stejně jako krátkým ocasem, u základny značně robustním, zatímco směrem ke špičce spíše tenkým a olysalým. Neosrstěné plošky ocasu dávají tomuto údu chápavou funkci. Srst má vlnitou texturu, osrstění hřbetu se pohybuje v šedých až načervenalé šedých odstínech, s nápadným pruhem táhnoucím se od temene hlavy až do poloviny hřbetu. Spodní partie jsou spíše světle šedé. Samice mají dobře vyvinutý vak orientovaný směrem dopředu a pouze jeden pár mléčných bradavek.

## Chování a ekologie

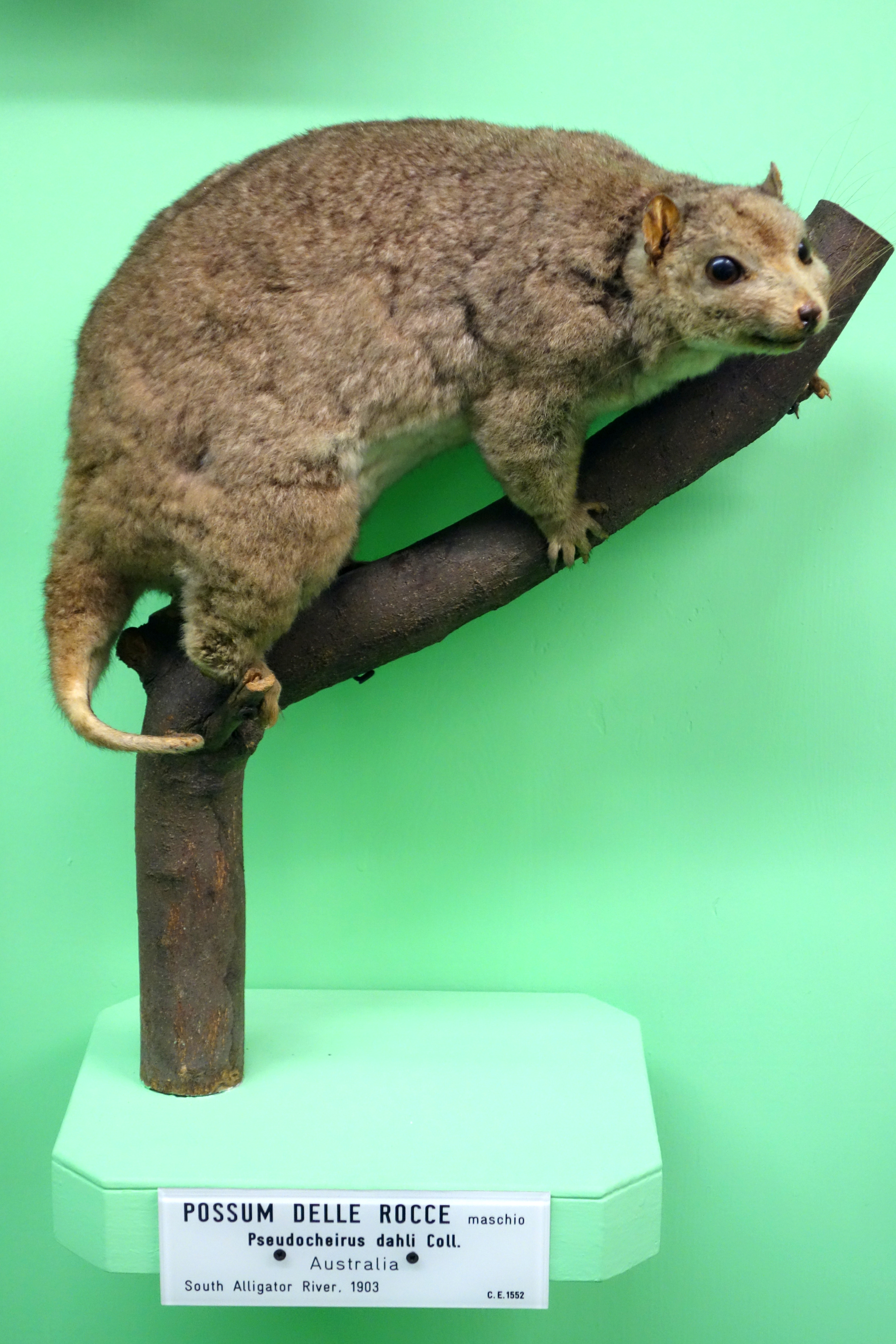
Vycpaný jedinec

Possum skalní obývá skály a kamenité rokle v místních lesích, přičemž si nebuduje hnízdo; přes den se většinou pouze natlačí do skalních štěrbin, kde odpočívá. Aktivní se stává teprve s příchodem noci, kdy se přesouvá na blízké stromy a keře, na nichž tento obratně šplhající vačnatec pátrá po listech, plodech či květech. Jedná se o potravního generalistu, jehož jídelníček tvoří produkty četných místních rostlin.
Possum skalní mezi vačnatci vybočuje svou nezvyklou sociální strukturou. Žije v rodinných skupinkách, jejichž jádrem je rozmnožující se pár a které i s přidruženými mláďaty mohou čítat až 9 jedinců. Domovská území jednotlivých skupin se nepřekrývají. Rozmnožování může probíhat celoročně, samice rodí jediného potomka. Netradiční skutečností je, že jde zřejmě o sociálně monogamní druh, u něhož bylo zároveň zaznamenáno pokročilé rodičovské chování: obě pohlaví se na péči o mláďata podílejí vesměs rovným dílem, pozorováno bylo objímání mláďat ze strany otce, řazení mláďat i vytváření tzv. „mostů“, kdy se dospělci zavěsí mezi dvěma větvemi, aby přes ně mláďata mohla přebíhat. Objevuje se i složité antipredační chování, konkrétně střídavé hlídkování ze strany dospělců a upozorňování na přítomnost predátorů energickým tlučením ocasu o podklad.

## Ohrožení
Mezinárodní svaz ochrany přírody (IUCN) pokládá possuma skalního za málo dotčený druh, a to s ohledem na široký areál rozšíření a předpokládanou velkou populaci. Populační trend však zůstává neznámý. Vzhledem k tomu, že possumové jsou vázáni na specifický typ stanovišť a jejich jednotlivé subpopulace jsou tak často vzájemně izolovány, IUCN varuje před případným poklesem populací například v důsledku změn v požárních cyklech.